# Charmutha
Charmutha était un port antique situé sur les rivages de la mer Rouge, le long des côtes de la péninsule arabique. Sa position exacte fait encore débat, entre la ville de Yanbu et la baie de Djeddah.
D'après Diodore de Sicile, Charmutha était l'un des ports les plus renommés de l'Antiquité. Son cothon ressemblait à celui de Carthage et était constitué de deux bassins, le premier rectangulaire, le second circulaire. Il était assez grand pour y accueillir 2000 bateaux. Une île boisée s'y trouve, alimentée par de nombreux canaux d'eau douce et permettant d'y faire du maraîchage.